# Laura Benz
Laura Benz, född den 25 augusti 1992 i Zürich i Schweiz, är en schweizisk ishockeyspelare.
Hon tog OS-brons i damernas ishockeyturnering i samband med de olympiska ishockeytävlingarna 2014 i Sotji.